# Emmanuel Fernandez (hockey sur glace)
Pour les articles homonymes, voir Emmanuel Fernandez.
Emmanuel Fernandez, dit Manny Fernandez, (né le 27 août 1974 à Etobicoke, dans la province de l'Ontario au Canada) est un joueur professionnel canadien et français de hockey sur glace. Il occupe le poste de gardien de but. Il est le neveu de Jacques Lemaire.

## Biographie

### Carrière en club
En 1991-1992, il commence sa carrière junior sous les couleurs du Titan de Laval dans la Ligue de hockey junior majeur du Québec. En 1992-1993, il est nommé joueur le plus utile des séries à qui l'on décerne le trophée Guy-Lafleur. L'équipe remporte la Coupe du président.
Il a été repêché par les Nordiques de Québec lors du repêchage d'entrée dans la LNH 1992, à la 52e position.
Il n'a toutefois disputé aucun match avec les Nordiques, ayant été échangé aux Stars de Dallas en 1994 contre Tommy Sjödin et un choix de troisième ronde (Chris Drury). Il passe professionnel avec les K-Wings du Michigan dans la Ligue internationale de hockey. Il décroche la Coupe Turner 1999 avec les Aeros de Houston.
Il a passé cinq saisons avec les Stars mais n’a participé qu’à 33 matchs avec cette équipe. En juin 2000, il a été transféré au Wild du Minnesota, avec Brad Lukowich, en retour de deux choix au repêchage. Avec le Wild, il a partagé le poste de gardien de but numéro un avec Dwayne Roloson, jusqu’en 2005-2006, alors que ce dernier a été échangé aux Oilers d'Edmonton. 
Fernandez est le neveu de l’entraîneur-chef du Wild, Jacques Lemaire.
Le 30 juin 2007, il est échangé aux Bruins de Boston en retour de Petr Kalus et d'un choix de 4e ronde au repêchage de 2009. Fernandez devait interagir comme numéro un avec Tim Thomas à Boston mais il est devenu l'auxiliaire de Thomas lui qui n'a pas pu prouver beaucoup à cause des blessures.
Il met un terme à sa carrière en 2010. Son agent est Enrico Ciccone.

### Carrière internationale
Il représente l'équipe du Canada en sélections jeunes. Il a remporté le championnat du monde junior 1994.

## Statistiques

### En club
| Saison     | Équipe              | Ligue      |     | Saison régulière | Saison régulière | Saison régulière | Saison régulière | Saison régulière | Saison régulière | Saison régulière | Saison régulière | Saison régulière | Saison régulière |    | Séries éliminatoires | Séries éliminatoires | Séries éliminatoires | Séries éliminatoires | Séries éliminatoires | Séries éliminatoires | Séries éliminatoires | Séries éliminatoires | Séries éliminatoires |
| Saison     | Équipe              | Ligue      | PJ  | V                | D                | Pr/N             | Min              | BC               | Moy              | % Arr            | Bl               | Pun              | PJ               | V  | D                    | Min                  | BC                   | Moy                  | % Arr                | Bl                   | Pun                  |                      |                      |
| 1991-1992  | Titan de Laval      | LHJMQ      | 31  | 14               | 13               | 2                | 1 593            | 99               | 3,73             | 88,1             | 1                |                  | 9                | 3  | 5                    | 468                  | 39                   | 5,00                 | 87,7                 | 0                    |                      |                      |                      |
| 1992-1993  | Titan de Laval      | LHJMQ      | 43  | 26               | 14               | 2                | 2 347            | 141              | 3,60             | 88,7             | 1                |                  | 13               | 12 | 1                    | 818                  | 42                   | 3,08                 | 90,9                 | 0                    |                      |                      |                      |
| 1993-1994  | Titan de Laval      | LHJMQ      | 51  | 29               | 14               | 1                | 2 776            | 143              | 3,09             | 90,5             | 5                |                  | 19               | 14 | 5                    | 1 116                | 49                   | 2,62                 | 91,4                 | 1                    |                      |                      |                      |
| 1994-1995  | Wings de Kalamazoo  | LIH        | 46  | 21               | 10               | 9                | 2 470            | 115              | 2,79             | 90,5             | 2                |                  | 14               | 10 | 2                    | 753                  | 34                   | 2,71                 | 90,2                 | 1                    |                      |                      |                      |
| 1994-1995  | Stars de Dallas     | LNH        | 1   | 0                | 1                | 0                | 59               | 3                | 3,05             | 88,9             | 0                |                  | -                | -  | -                    | -                    | -                    | -                    | -                    | -                    |                      |                      |                      |
| 1995-1996  | K-Wings du Michigan | LIH        | 47  | 22               | 15               | 9                | 2 664            | 133              | 3,00             | 90,6             | 4                |                  | 6                | 5  | 1                    | 372                  | 14                   | 2,26                 | 92,8                 | 0                    |                      |                      |                      |
| 1995-1996  | Stars de Dallas     | LNH        | 5   | 0                | 1                | 1                | 249              | 19               | 4,58             | 84,3             | 0                |                  | -                | -  | -                    | -                    | -                    | -                    | -                    | -                    |                      |                      |                      |
| 1996-1997  | K-Wings du Michigan | LIH        | 48  | 20               | 24               | 2                | 2 720            | 142              | 3,13             | 90,4             | 2                |                  | 4                | 1  | 3                    | 277                  | 15                   | 3,25                 | 91,9                 | 0                    |                      |                      |                      |
| 1997-1998  | K-Wings du Michigan | LIH        | 55  | 27               | 17               | 5                | 3 022            | 139              | 2,76             | 91,6             | 5                |                  | 2                | 0  | 2                    | 88                   | 7                    | 4,73                 | 86,0                 | 0                    |                      |                      |                      |
| 1997-1998  | Stars de Dallas     | LNH        | 2   | 1                | 0                | 0                | 69               | 2                | 1,74             | 94,3             | 0                |                  | 1                | 0  | 0                    | 2                    | 0                    | 0,00                 | 0                    | 0                    |                      |                      |                      |
| 1998-1999  | Aeros de Houston    | LIH        | 50  | 34               | 6                | 9                | 2 949            | 116              | 2,36             | 91,6             | 2                |                  | 19               | 11 | 8                    | 1 126                | 49                   | 2,61                 | 90,4                 | 1                    |                      |                      |                      |
| 1998-1999  | Stars de Dallas     | LNH        | 1   | 0                | 1                | 0                | 60               | 2                | 2,00             | 93,1             | 0                |                  | -                | -  | -                    | -                    | -                    | -                    | -                    | -                    |                      |                      |                      |
| 1999-2000  | Stars de Dallas     | LNH        | 24  | 11               | 8                | 3                | 1353             | 48               | 2,13             | 92,0             | 1                |                  | 1                | 0  | 0                    | 17                   | 1                    | 3,54                 | 87,5                 | 0                    |                      |                      |                      |
| 2000-2001  | Wild du Minnesota   | LNH        | 42  | 19               | 17               | 4                | 2 461            | 92               | 2,24             | 92,0             | 4                |                  | -                | -  | -                    | -                    | -                    | -                    | -                    | -                    |                      |                      |                      |
| 2001-2002  | Wild du Minnesota   | LNH        | 44  | 12               | 24               | 5                | 2 463            | 125              | 3,05             | 89,2             | 1                |                  | -                | -  | -                    | -                    | -                    | -                    | -                    | -                    |                      |                      |                      |
| 2002-2003  | Wild du Minnesota   | LNH        | 35  | 19               | 13               | 2                | 1 979            | 74               | 2,24             | 92,4             | 2                |                  | 9                | 3  | 4                    | 552                  | 18                   | 1,96                 | 92,9                 | 0                    |                      |                      |                      |
| 2003-2004  | Wild du Minnesota   | LNH        | 37  | 11               | 14               | 9                | 2 166            | 90               | 2,49             | 91,5             | 2                |                  | -                | -  | -                    | -                    | -                    | -                    | -                    | -                    |                      |                      |                      |
| 2004-2005  | Luleå HF            | Elitserien | 19  |                  |                  |                  | 1 083            | 50               | 2,77             | 89,5             | 2                |                  | 3                |    |                      | 159                  | 13                   | 4,90                 | 84,9                 | 0                    |                      |                      |                      |
| 2005-2006  | Wild du Minnesota   | LNH        | 58  | 30               | 18               | 7                | 3 411            | 130              | 2,29             | 91,9             | 1                |                  | -                | -  | -                    | -                    | -                    | -                    | -                    | -                    |                      |                      |                      |
| 2006-2007  | Wild du Minnesota   | LNH        | 44  | 22               | 16               | 1                | 2 422            | 103              | 2,55             | 91,1             | 2                |                  | -                | -  | -                    | -                    | -                    | -                    | -                    | -                    |                      |                      |                      |
| 2007-2008  | Bruins de Boston    | LNH        | 4   | 2                | 2                | 0                | 244              | 16               | 3,93             | 83,2             | 1                |                  | -                | -  | -                    | -                    | -                    | -                    | -                    | -                    |                      |                      |                      |
| 2008-2009  | Bruins de Boston    | LNH        | 28  | 16               | 8                | 3                | 1 644            | 71               | 2,59             | 91,0             | 1                |                  | -                | -  | -                    | -                    | -                    | -                    | -                    | -                    |                      |                      |                      |
| Totaux LNH | Totaux LNH          | Totaux LNH | 325 | 143              | 123              | 35               | 18 580           | 775              | 2,50             | 91,2             | 15               |                  | 11               | 3  | 4                    | 571                  | 19                   | 2,00                 | 92,7                 | 0                    |                      |                      |                      |

### En équipe nationale
| Année | Compétition                 |   | PJ | V | D | Pr/N | Min | BC   | Moy  | % Arr | Bl | Pun           |  | Résultat |
| 1994  | Championnat du monde junior | 3 |    |   |   |      |     | 3,33 | 87,7 | 0     |    | Médaille d'or |  |          |

## Trophées et honneurs personnels
- Ligue de hockey junior majeur du Québec
  - 1993 : remporte le trophée Guy-Lafleur.
  - 1994 : nommé dans la première équipe d'étoiles.
  - 1994 : remporte le trophée Michel-Brière.

- Ligue canadienne de hockey
  - 1994 : nommé dans la seconde équipe d'étoiles.

- Ligue internationale de hockey
  - 1995 : nommé dans la seconde équipe d'étoiles.

- Ligue nationale de hockey
  - 2007 : remporte le trophée William-M.-Jennings avec Niklas Bäckström.
  - 2009 : remporte le trophée William-M.-Jennings avec Tim Thomas.